# Himatolabus rhois
Himatolabus rhois is een keversoort uit de familie bladrolkevers (Attelabidae). De wetenschappelijke naam van de soort werd in 1829 gepubliceerd door Carl Henrik Boheman.